# Stal Rzeszów
El Stal Rzeszów es un club de fútbol de la ciudad de Rzeszów, en Polonia, fundado en 1944. Actualmente milita en la I Liga, la segunda categoría del fútbol polaco. Inicialmente creado bajo el nombre de ZKS Stal Rzeszów, el Stal ha militado en la Ekstraklasa un total de 11 ocasiones y ha llegado a proclamarse campeón de la Copa de Polonia en 1 ocasión, único título ganado hasta el momento. A nivel internacional ha participado en la Recopa de Europa de Fútbol de 1975/76, en la que fue eliminado en la Segunda ronda ante el Wrexham AFC de Gales. El Stal Rzeszów cuenta también con un equipo de speedway y mantiene una intenta rivalidad con el Resovia Rzeszów, disputando el llamado Derbi de Rzeszów.

## Palmarés
- Copa de Polonia: 1

1974/75
- I Liga: 2

1964, 1974/75
- II Liga: 5

1956, 1979/80, 1983/84, 1986/87, 2021/22
- III Liga: 4

1998/99, 2001/02, 2014/15, 2018/19

## Participación en competiciones de la UEFA
| Temporada | Torneo                | Ronda | Club        | Casa | Visita | Global |
| --------- | --------------------- | ----- | ----------- | ---- | ------ | ------ |
| 1975–76   | UEFA Cup Winners' Cup | 1     | Skeid       | 4-1  | 4-0    | 8-1    |
| 1975–76   | UEFA Cup Winners' Cup | 2     | Wrexham AFC | 1–1  | 0-2    | 1-3    |